# Oedipina tomasi
Oedipina tomasi es una especie de caudado del género Oedipina, familia Plethodontidae. Fue descrita por Mccranie en 2006.

## Distribución
Esta especie es endémica del departamento de Cortés en Honduras. Se encuentra entre 1 780 y 1800 m de altitud en el Parque Nacional El Cusuco en la Sierra de Omoa.

## Etimología
Esta especie recibió su nombre en honor a Tomás Manzanares Ruiz.